# Печерні міста
Печерні міста (рос. пещерные города, англ. cave cities, нім. Höhlenstädte f pl) — підземні споруди або природні печери, що слугували житлом, військовим укріпленням, місцем релігійних культів, поховань померлих.
Перші великі природні об'єкти, адаптовані та використані первісною людиною. Пристосування печер і гротів до вимог життя, а також їх збільшення й поєднання між собою, прикрашення інтер'єрів за допомогою наскельного живопису дали початок підземному будівництву й архітектурі в цілому. Природні форми печер і гротів відображались на способах будівництва гірничих виробок, а також започатковували форми перших будівельних споруд на земній поверхні. Спорудження печер сприяло знахідкам перших корисних копалин та зумовило інтуїтивні спроби їх використання. Найбільше розповсюдження печерні міста знайшли в гірських масивах, складених стійкими і водночас зручними для руйнування породами (вапняки, мергелі, крейда та інше).
Великі печерні міста є в Афганістані (Баміанська долина), Туреччині (Каппадокія), Грузії (Уплісцихе, Вардзіа), Перу (Кахамарка),
В Україні найвідоміші печерні міста зосереджені в столових масивах Внутрішньої гряди Кримських гір (Чуфут-Кале, Мангуп-Кале, Ескі-Кермен, Тепе-Кермен та інше).

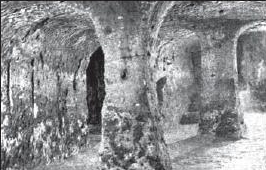
Підземна зала міста Гарьоме (1 ст. до н.е.)
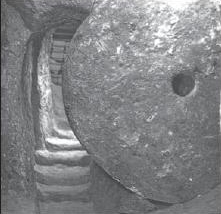
Кам'яний затвор вхідного тунелю підземного міста
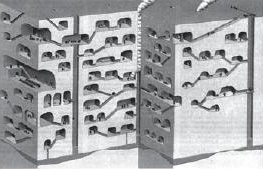
Схема печерного міста Каппадокії (реконструкція)